# Letiště Hradčany
Letiště Hradčany je bývalé vojenské letiště v zaniklém vojenském výcvikovém prostoru Ralsko v k. ú. Hradčany v okrese Česká Lípa v Libereckém kraji, od vesnice Hradčany vzdálené necelý 1 km. Ranvej je dlouhá asi 2 500 m. Areál letiště se rozkládá mezi dvěma chráněnými územími – Chráněnou krajinnou oblastí Kokořínsko – Máchův kraj na jihu, k jejíž severní hranici přiléhá, a přírodní památkou Meandry Ploučnice u Mimoně na severu.

## Historie
Letiště u Hradčan (původním názvem Kummer) začalo vznikat už koncem roku 1938, kdy bylo vytipováno vojenskou komisí jako tak zvané zastřené letiště, tedy letiště určené pro využití při cvičení, či mobilizaci. Právě tehdy vznikla první, ještě travnatá dráha. Na letiště vedla z Mimoně železniční vlečka. Koncem druhé světové války začala letiště využívat Luftwaffe, která plánovala výraznou přestavbu letiště. Tyto plány ale skončily v dubnu 1945, kdy bylo hradčanské letiště dvakrát bombardováno spojenci. Od roku 1946 bylo hradčanské letiště využíváno československou armádou až do roku 1968. Prodělali zde svůj výcvik po roce 1945 i někteří budoucí izraelští letci. V letech 1951 až 1954 byla vybudována betonová dráha.

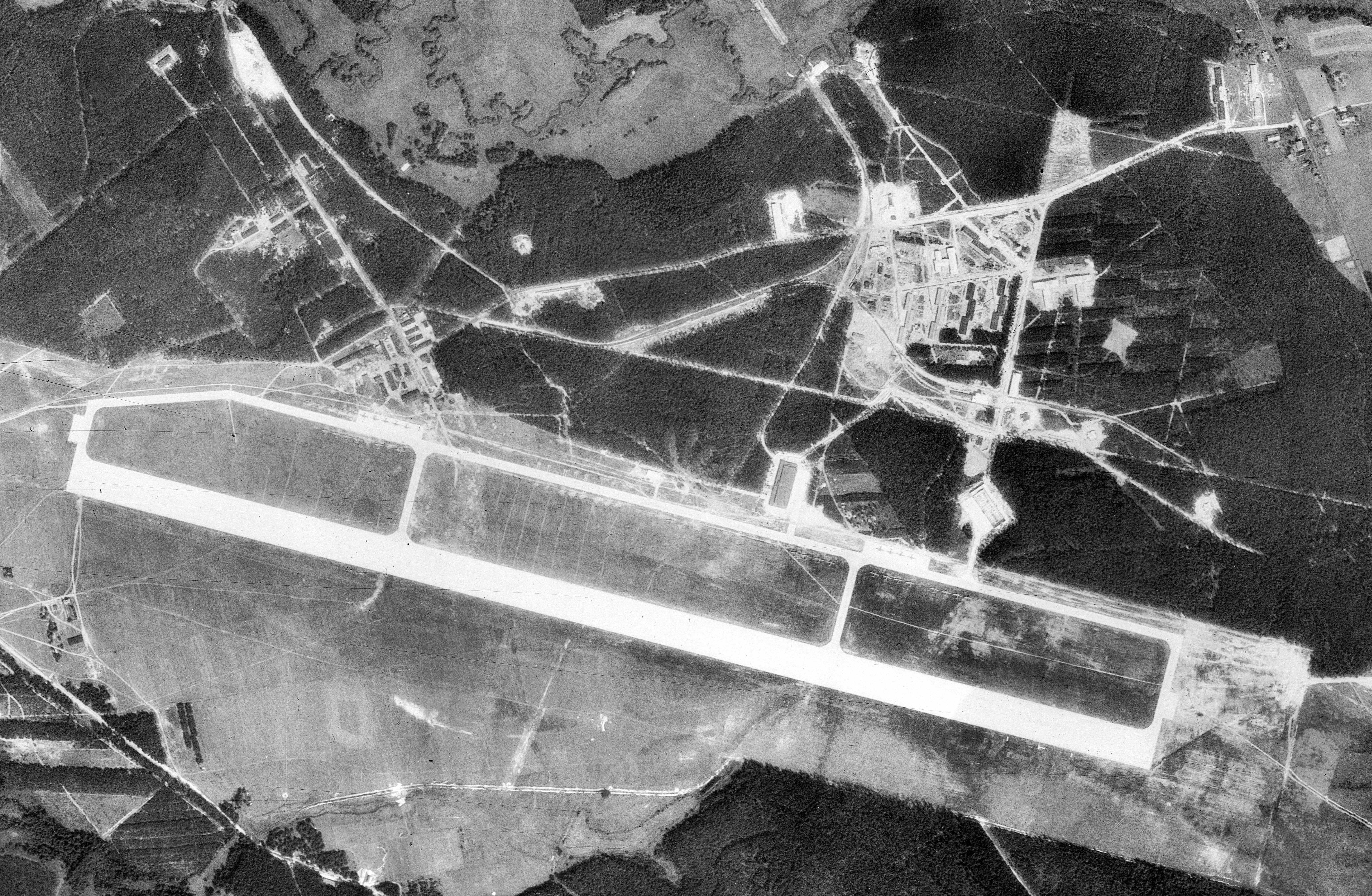
Letecký snímek z roku 1953

Po invazi v roce 1968 bylo letiště obsazeno až do roku 1991 Sovětskou armádou. V letech 1985 a 1986 proběhla rekonstrukce. V jejím rámci byla rozšířena dráha a vybudovány stojánky vrtulníků. Pobyt sovětských vojsk zanechal v areálu letiště závažné ekologické zátěže. Společně s Božím Darem patřilo k lokalitám s nejrozsáhlejším znečištěním podzemních vod a půdy ropnými látkami.
V roce 1999 se zde uskutečnil jeden z ročníků technofestivalu CzechTek. Po roce 2000 je občas využíváno pro motorkářské a tuningové srazy (akce Mimoňské války), ale větší využití stále není. Ze závěrů odborné studie, zpracované pro Liberecký kraj a publikované v roce 2008 vyplynulo, že letecký provoz na hradčanském letišti by již neměl být obnoven. Liberecký kraj vypsal soutěž pro investory kvůli možnému využití celého areálu. Nejlépe hodnocené návrhy došlé v roce 2012 se týkaly možných sportovních aktivit.
V květnu 2022 zahájilo ministerstvo obrany jednání s Libereckým krajem o převedení letiště a přilehlých pozemků do majetku Vojenských lesů a statků za účelem jejich dalšího využití pro výcvik armády. Město Ralsko návrat armády odmítlo, petici proti převodu letiště podepsalo téměř 1 200 lidí.
Liberecký kraj poté začal na místě letiště plánovat výstavbu fotovoltaické elektrárny s výkonem 80 až 100 MWp. V listopadu 2024 kraj uzavřel se společností ČEZ Distribuce smlouvu o rezervaci kapacity připojení elektrárny do sítě ve výši 62,5 MW. Výstavbu elektrárny má organizovat a její provoz zajišťovat krajská společnost Energie Ralsko, s.r.o.

## Popis

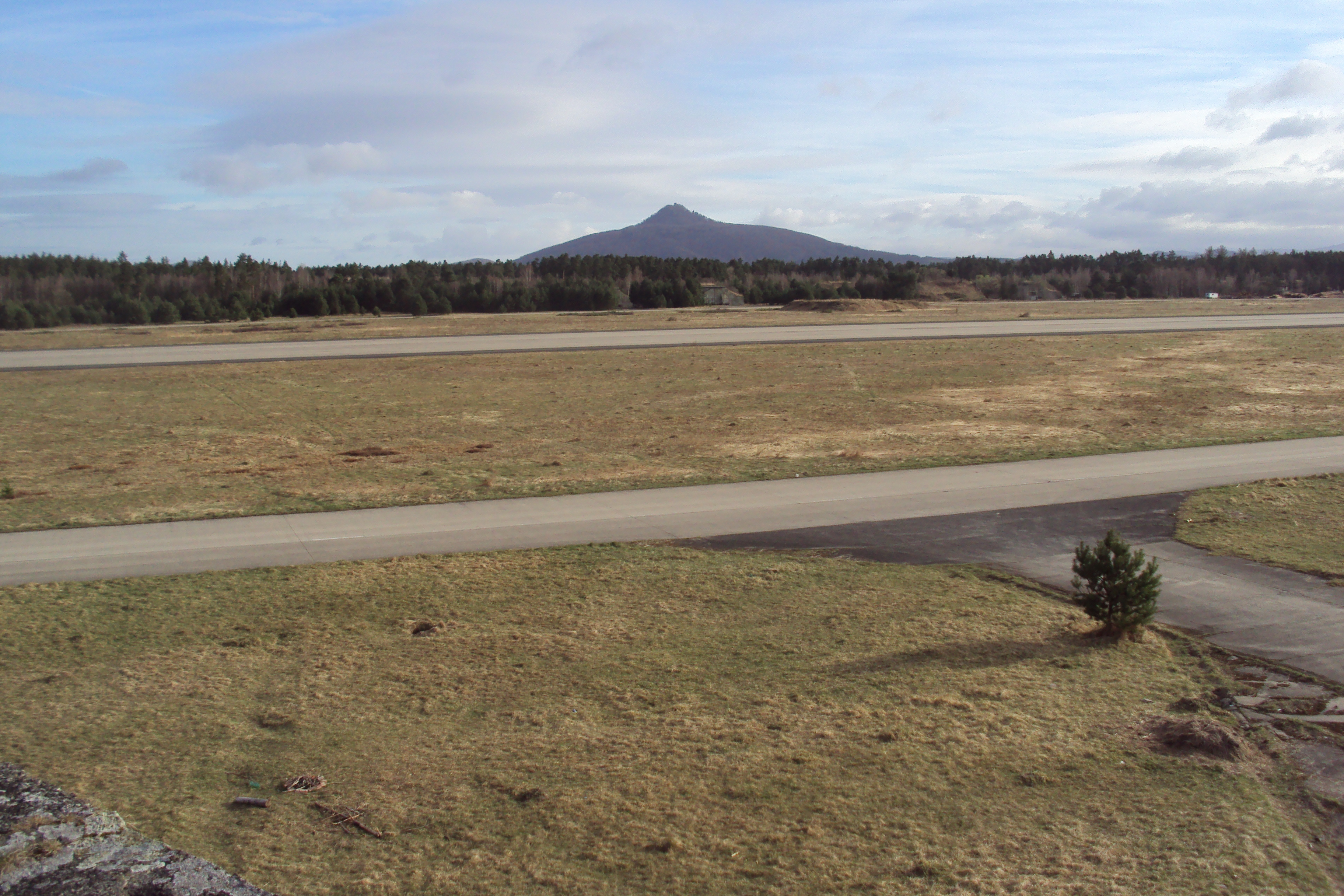
Plocha letiště, v pozadí Ralsko (2011)

Dráha má hladký povrch a nyní[kdy?] ji využívají sportovní piloti ultralehkých letounů. Délka dráhy je 2 500 metrů. V prostoru letiště jsou hangáry, které se z větší části využívají jako sklady. Přístup k letišti je po cestách od silnice II/270 z Mimoně do Hradčan. Od severu k letišti přiléhá čistírna odpadních vod, sloužící i pro Hradčany. Čistírna byla oceněna jako Vodohospodářská stavba roku 2013. K jižní straně přiléhá přírodní rezervace Hradčanské rybníky.

## Ve filmu
Letiště bylo využito při natáčení několika filmů. V roce 1993 se zde natáčel německý válečný film Stalingrad režiséra Josepha Vilsmaiera, v roce 1995 Poslední přesun Kryštofa Hanzlíka, v roce 2000 film Jana Svěráka Tmavomodrý svět a v roce 2017 film Davida Baldy z leteckého prostředí Narušitel (2019). Videoklip zpěváka Michala Hrůzy „Nad světem (Nezapomínej)“ k titulní písni filmu Narušitel se na letišti natáčel v roce 2018.

## Galerie

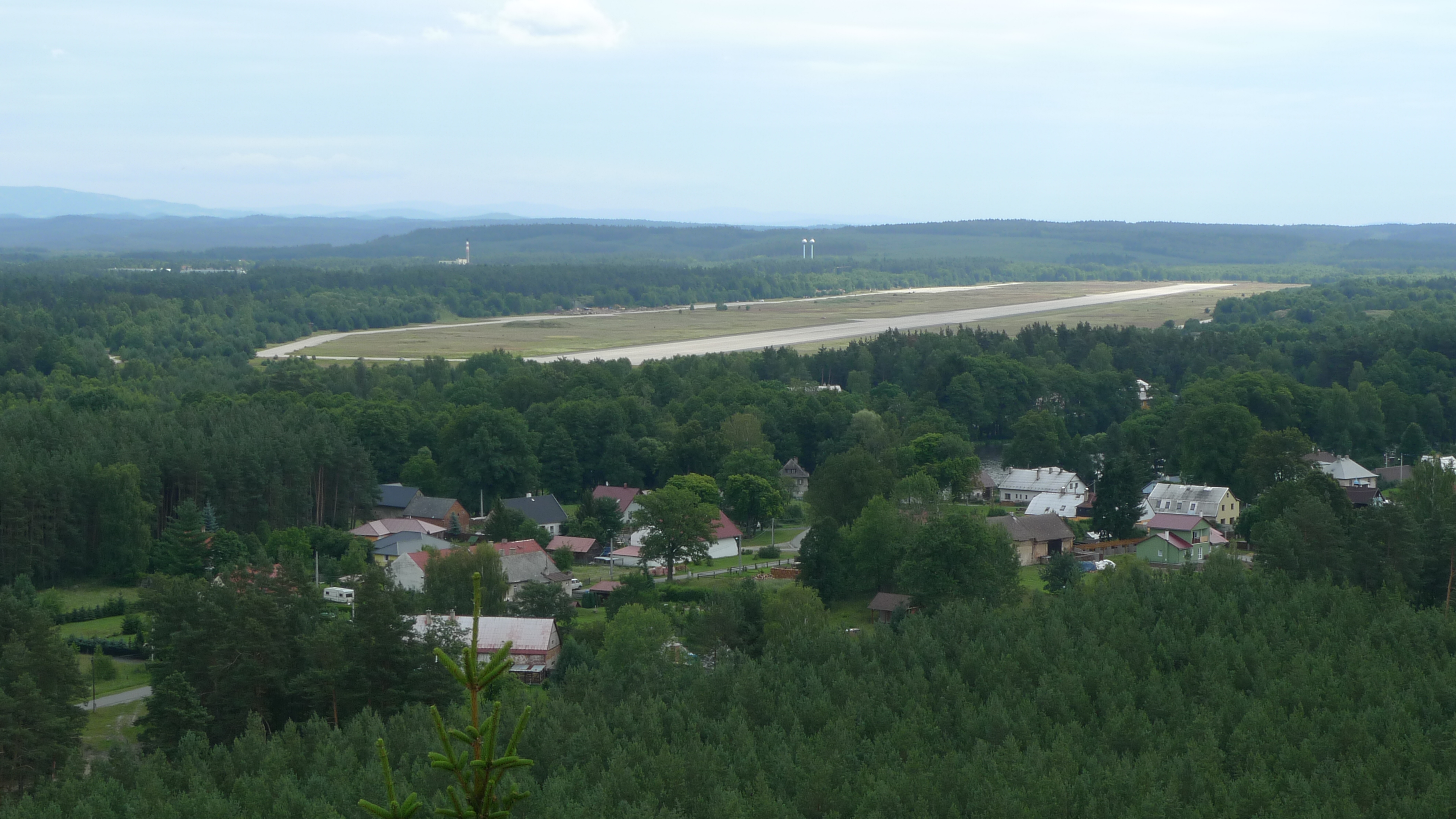
Pohled na letiště z Hradčanské vyhlídky (2011)
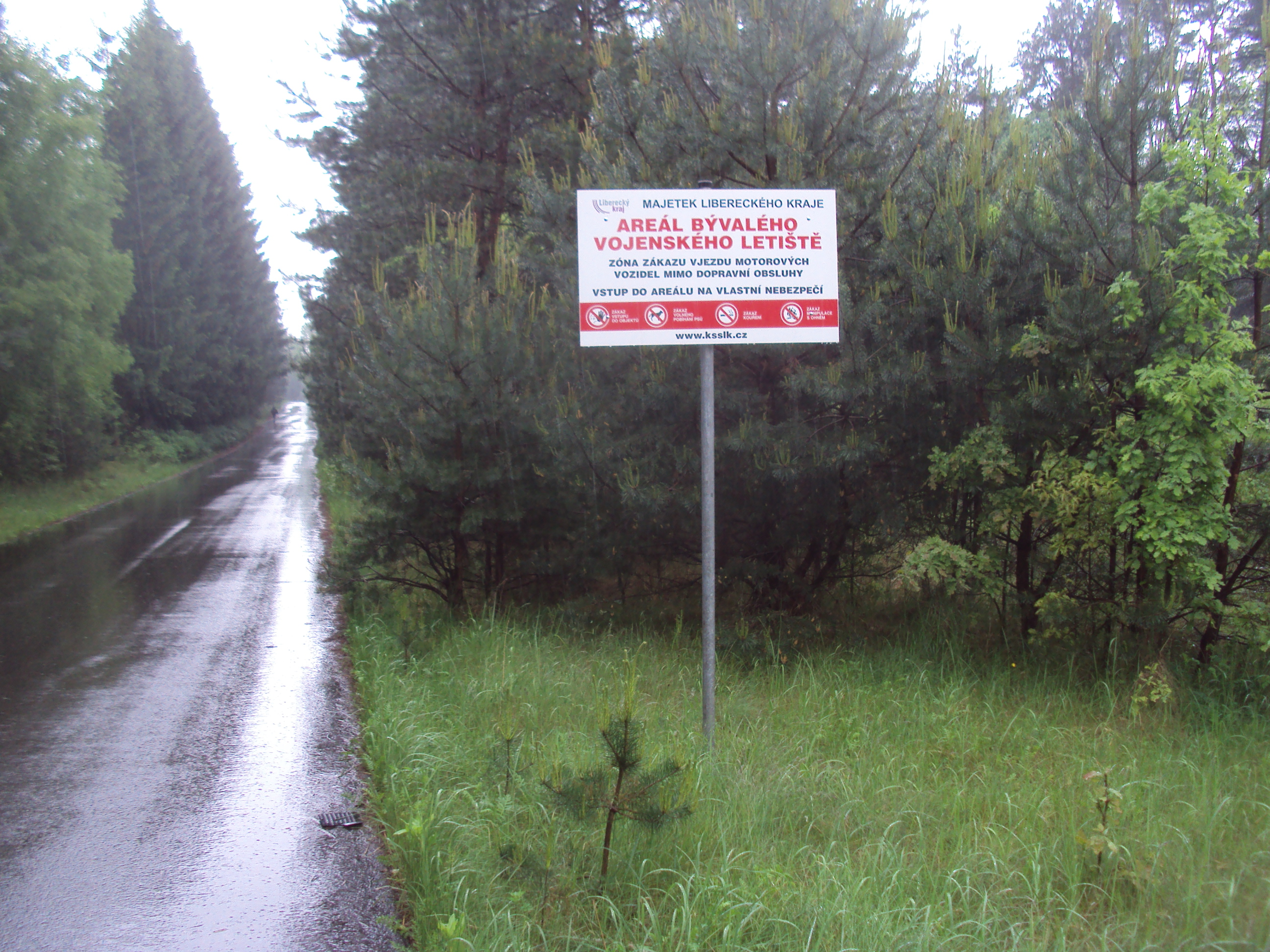
Upozornění u silničky z Ploužnice (2013)
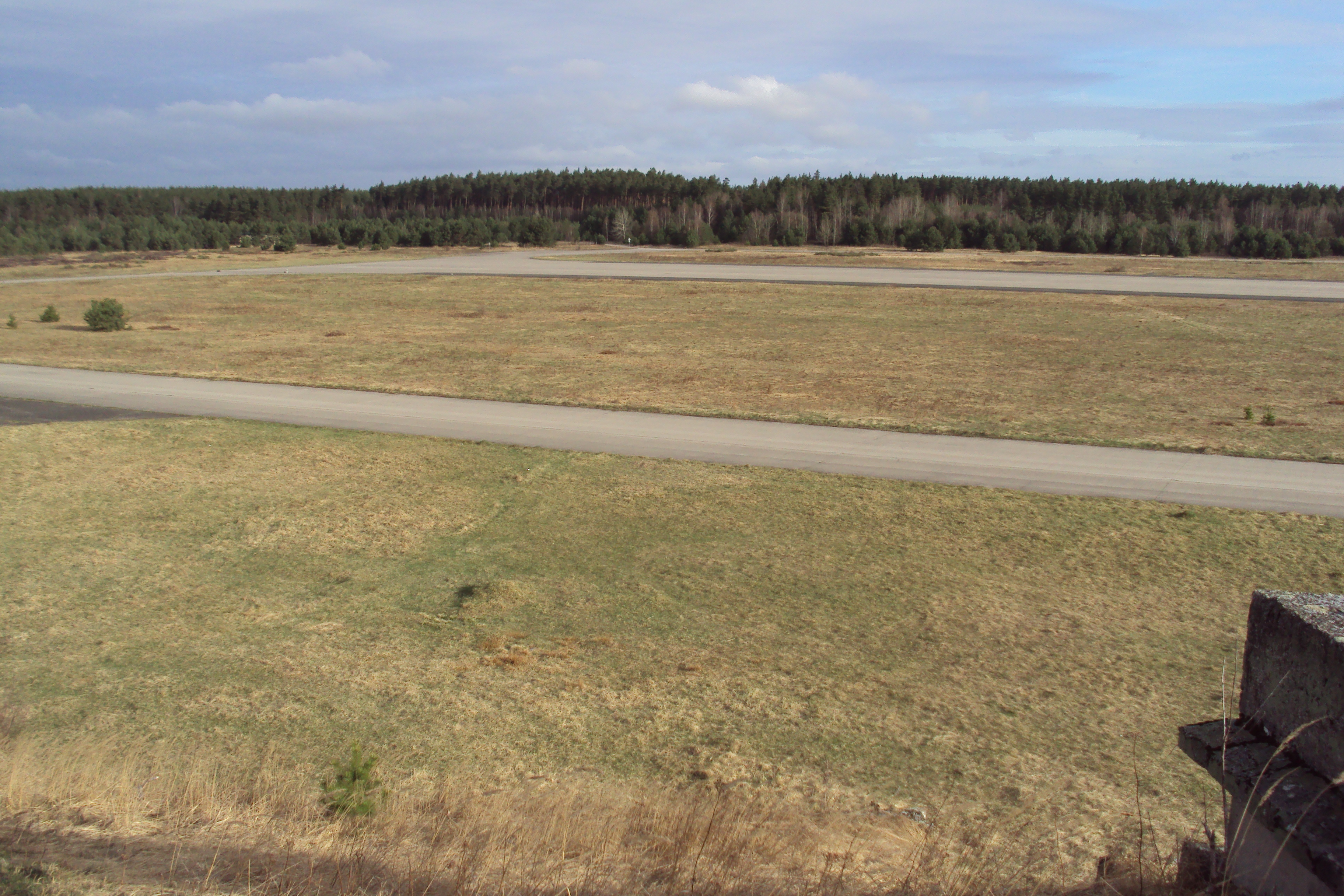
Západní část plochy (2011)
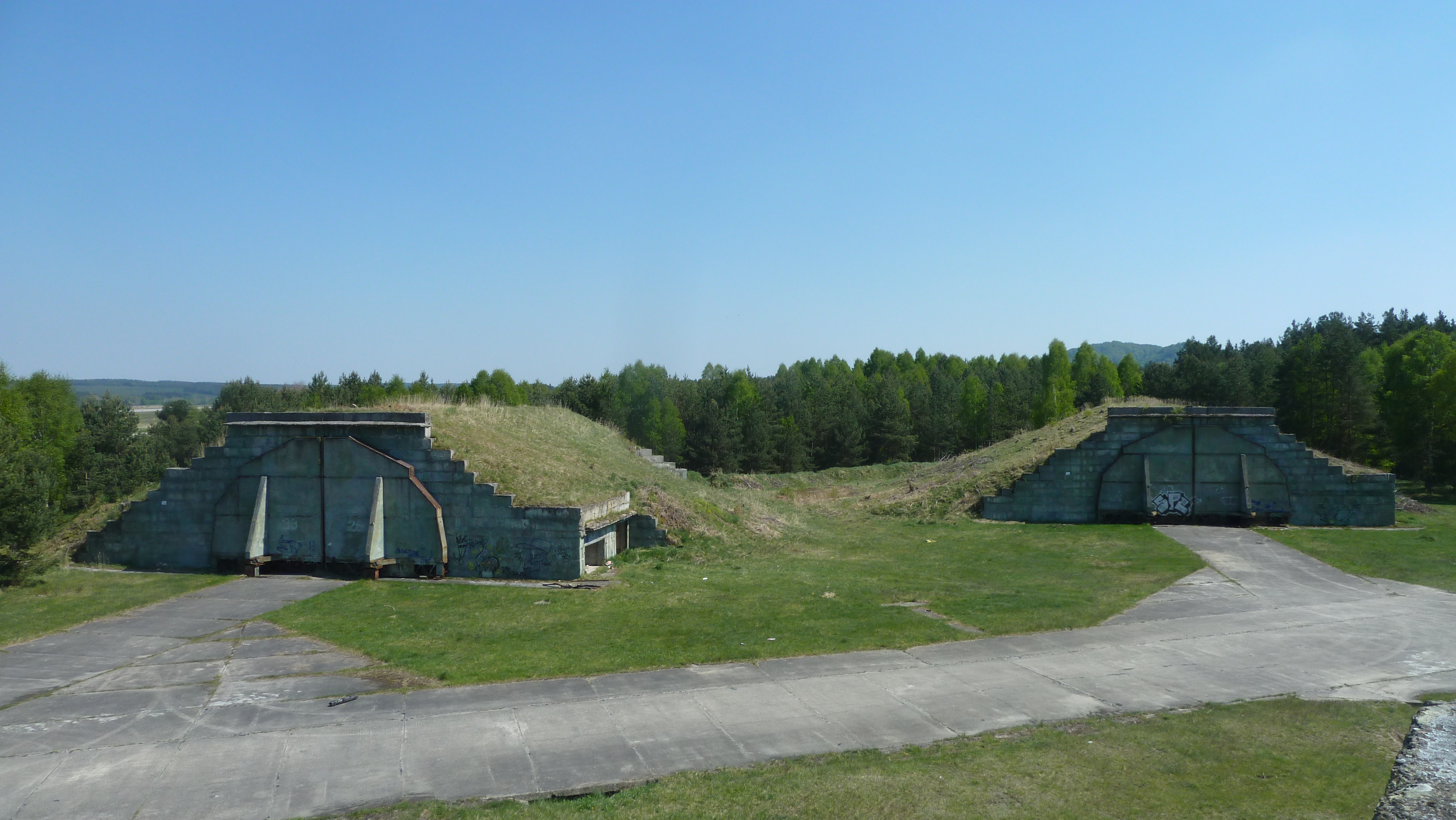
Pohled na hangáry (2011)
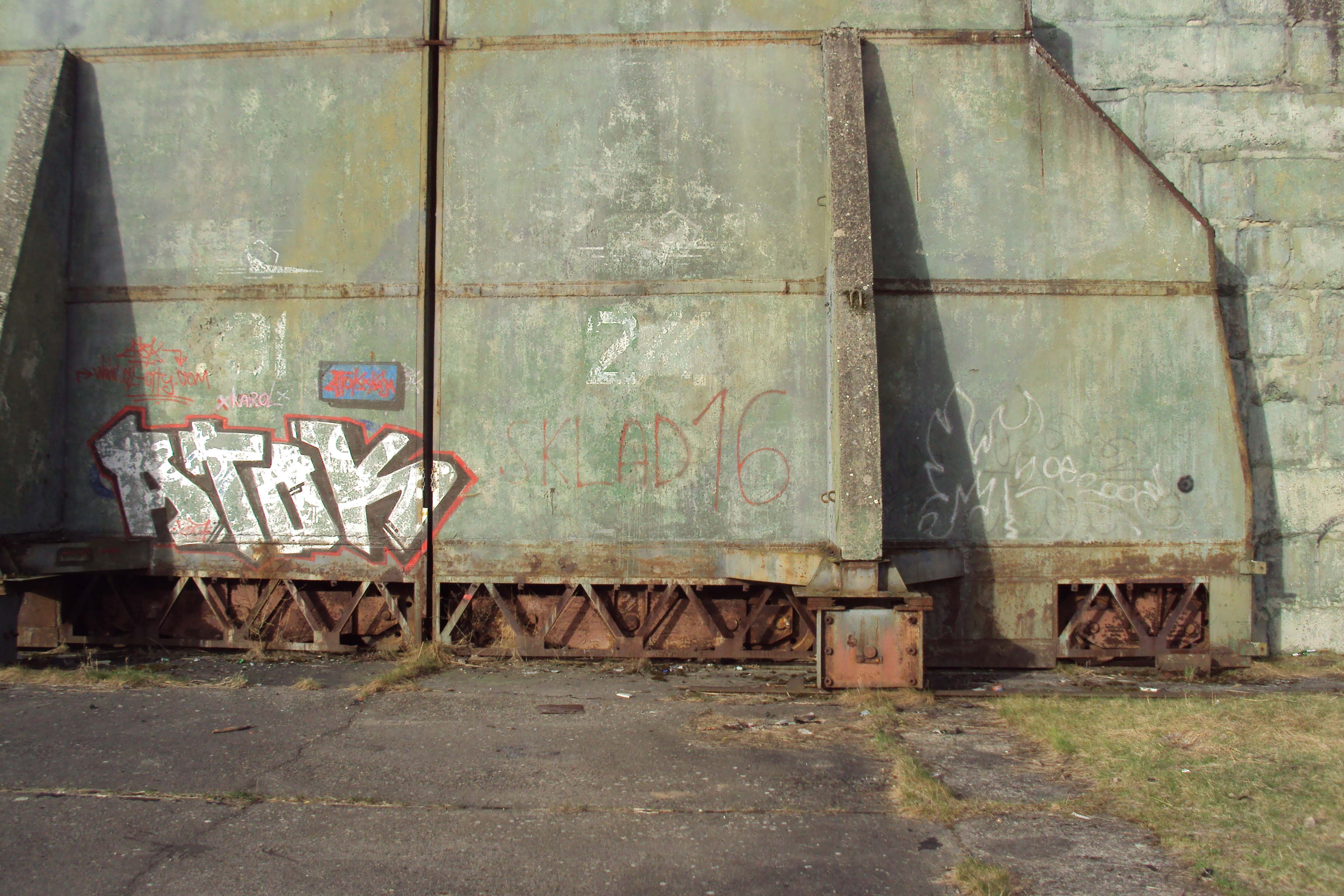
Vrata hangáru (2011)
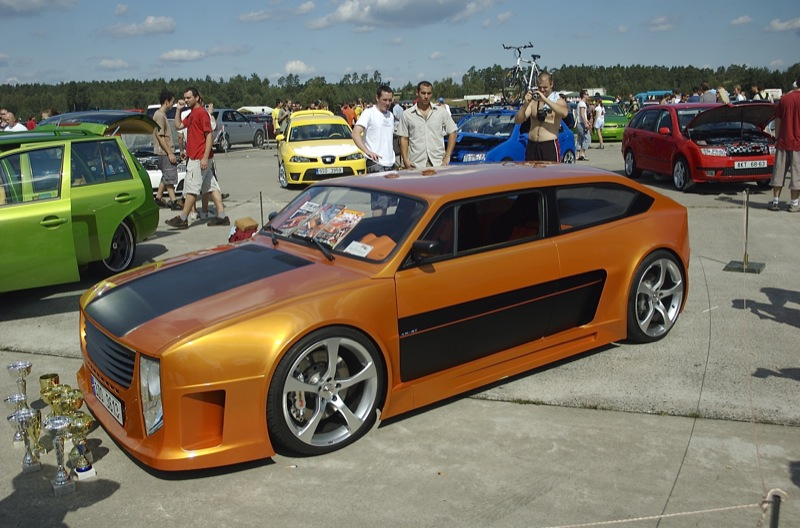
Škoda Rapid na tuningovém srazu (2007)